# Ewelina Staszulonek
Ewelina Staszulonek (ur. 17 lutego 1985 w Jarosławiu) – polska saneczkarka w konkurencji jedynek, uczestniczka zimowych igrzysk olimpijskich w Turynie (2006) i Vancouver (2010). Zawodniczka klubu MKS Karkonosze Jelenia Góra.
Zajęła 15. miejsce w konkurencji jedynek podczas igrzysk olimpijskich w Turynie, 16. miejsce rok później na mistrzostwach świata na torze w Igls (2007), 13. miejsce w tej samej konkurencji 6 lutego 2009 roku na mistrzostwach świata w Lake Placid i 8. miejsce 16 lutego 2010 podczas igrzysk olimpijskich w Vancouver.
23 października 2007 miała na torze w Cesanie (Włochy) groźnie wyglądający wypadek. Zawodniczka uderzyła wówczas przy szybkości około 120 km/h w nakrywki toru i doznała otwartego złamania obu kości podudzia nogi lewej. Dwukrotnie operowana, w szpitalu w Susie i Monachium, powróciła na tor, by na inaugurację sezonu 2008/2009 Pucharu Świata w Igls zająć 7. miejsce. Dziewiąta zawodniczka w klasyfikacji końcowej sezonu Pucharu Świata 2008/2009. Dwukrotnie zajmowała 5. miejsce w zawodach o Puchar Świata, w Turynie (2006) i Altenbergu (2007).
Mistrzyni Polski 2005 i 2010. W roku 2011 zakończyła karierę sportową.
Mieszka w Mroczkowicach koło Świeradowa-Zdroju.

## Osiągnięcia

### Igrzyska olimpijskie
| Rok  | Miejsce   | Jedynki |
| ---- | --------- | ------- |
| 2006 | Turyn     | 15.     |
| 2010 | Vancouver | 8.      |

### Mistrzostwa świata
| Rok  | Miejsce     | Jedynki | Drużyna mieszana |
| ---- | ----------- | ------- | ---------------- |
| 2005 | Park City   | 18.     | 9.               |
| 2007 | Innsbruck   | 16.     | 10.              |
| 2009 | Lake Placid | 13.     | -                |
| 2011 | Cesana      | DSQ     | odwołano         |

### Mistrzostwa Europy
| Rok  | Miejsce    | Jedynki | Drużyna mieszana |
| ---- | ---------- | ------- | ---------------- |
| 2004 | Oberhof    | 14.     | 7.               |
| 2006 | Winterberg | 18.     | 8.               |
| 2010 | Sigulda    | 14.     | 7.               |

### Puchar Świata

#### Miejsca w klasyfikacji generalnej
| Sezon     | Miejsce |
| --------- | ------- |
| 2002/2003 | 42.     |
| 2003/2004 | =41.    |
| 2004/2005 | 14.     |
| 2005/2006 | 28.     |
| 2006/2007 | 13.     |
| 2008/2009 | 9.      |
| 2009/2010 | 17.     |
| 2010/2011 | 17.     |